# 隠岐胤国
隠岐 胤国（おき たねくに）は、鎌倉時代後期から室町時代の守護大名。兄国時と同じく隠岐を称した。